# Eichbach (Rannachbach)
Der Eichbach ist ein gut 2,1 Kilometer langer Waldbach im Gebiet der Marktgemeinde Semriach im Bezirk Graz-Umgebung in der Steiermark. Er entspringt im östlichen Grazer Bergland an einem westlichen Ausläufer des Niederschöckls und mündet von rechts kommend in den Rannachbach.

## Verlauf
Der Eichbach in einem Waldgebiet an einen nach Westen streichenden Ausläufer des Niederschöckls, im südlichen Teil der Streusiedlung Präbichl und rund 110 Meter südlich des Bauernhofes Muhrnc auf etwa 844 m ü. A.
Der Bach fließt anfangs relativ geradlinig nach Südwesten, wobei er nach etwa 370 Metern den Buchhoferweg quert. Nach etwa 400 Metern biegt er circa 220 Meter nördlich des Bauernhofes Schifter auf einen wiederum relativ geraden Westkurs. Auf diesen Kurs bleibt er für etwa 150 Meter, wobei er die Rannachstraße quert und gleich danach einen von rechts kommenden Wasserlauf aufnimmt. Gleich nach der Mündung des Wasserlaufs schwenkt er nach Westsüdwest. Diese Richtung hält er für etwa 320 Meter, ehe er rund 70 Meter nach der Querung eines Forstweges erneut einen Südwestkurs einschlägt, auf dem er dann bis zu seiner Mündung bleibt, dabei unterquert er erneut die Rannachstraße. Direkt vor seiner Mündung fließt der Eichbach östlich an ein paar Wohnhäusern vorbei. Der Eichbach durchläuft einen Graben, der im Osten von Ausläufern des Niederschöckls und im Westen vom Eichberg gesäumt wird.
Nach gut 2,1 Kilometer langem Lauf mit einem mittleren Sohlgefälle von rund 15 % mündet der Bach etwa 325 Höhenmeter unterhalb seines Ursprungs und an der Nordseite der Rannachstraße in den Rannachbach.
Auf seinem Lauf nimmt der Eichbach einen weiteren unbenannten Wasserlauf auf.